# Кшесін (Любуське воєводство)
Кшесін (пол. Krzesin) — село в Польщі, у гміні Цибінка Слубицького повіту Любуського воєводства.
Населення — 52 особи (2011).
У 1975-1998 роках село належало до Зеленогурського воєводства.

## Демографія
Демографічна структура станом на 31 березня 2011 року:
|          | Загалом | Допрацездатний вік | Працездатний вік | Постпрацездатний вік |
| -------- | ------- | ------------------ | ---------------- | -------------------- |
| Чоловіки | 26      | 11                 | 14               | 1                    |
| Жінки    | 26      | 5                  | 15               | 6                    |
| Разом    | 52      | 16                 | 29               | 7                    |